# Pepino de mar (gastronomía)
Los pepinos de mar son animales marinos de la clase Holothuroidea que pueden usarse frescos o secos en diversas recetas. El animal y el ingrediente culinario se conocen popularmente como bêche-de-mer (expresión con origen incierto pero probablemente del portugués bicho do mar; literalmente «pala o laya de mar») en francés, trepang (o trīpang) en malayo, namako en japonés y balatan en las Filipinas; en Perú, se conoce como ancoco, y pueden ser de color marrón o verde.
La mayoría de las culturas del este y sureste asiático consideran al pepino de mar una delicia. En la mayoría de los platos el pepino tiene una textura resbaladiza. Los ingredientes que suelen acompañarlos son el melón blanco, la vieira seca, el kai-lan, el shiitake y la col china.
En México, existen periodos de veda publicados en el Diario Oficial de la Federación de ese país para su pesca debido a que es una especie protegida por la Secretaría de Medio Ambiente y Recursos Naturales, aunque aún se practica su pesca de forma clandestina para hacer envíos a otros países, especialmente a China.
La forma seca se usa también en la medicina tradicional china como reconstituyente.

## Cosecha
Los pepinos de mar destinados al consumo humano se cosechan tradicionalmente a mano desde una embarcación pequeña. Se seca para su conservación y tiene que rehidratarse cociéndolo o remojándolo en agua varios días. Se usa principalmente como ingrediente de sopas y estofados.
Hay muchas especies de pepino mar comercialmente importantes que se cosechan y secan para exportarlas como ingrediente de platos chinos como hoi sam. Algunas que se encuentran habitualmente a la venta son:
- Holothuria scabra
- Holothuria fuscogilva
- Actinopyga mauritiana
- Stichius japonicus
- Parastichopus californicus
- Thelenota ananas
- Acaudina molpadioides

En el oeste de Australia se pesca pepino de mar desde Exmouth hasta la frontera del Territorio Norte, siendo casi todas las capturas de Holothuria scabra. La pesca de varias especies conocidas como bêche-de-mer está regulada por leyes estatales y federales. Otras cinco especies se capturan en el estado: Holothuria noblis, Holothuria whitmaei, Thelenota ananas, Actinopyga echninitis y Holothuria atra.

## Mercado

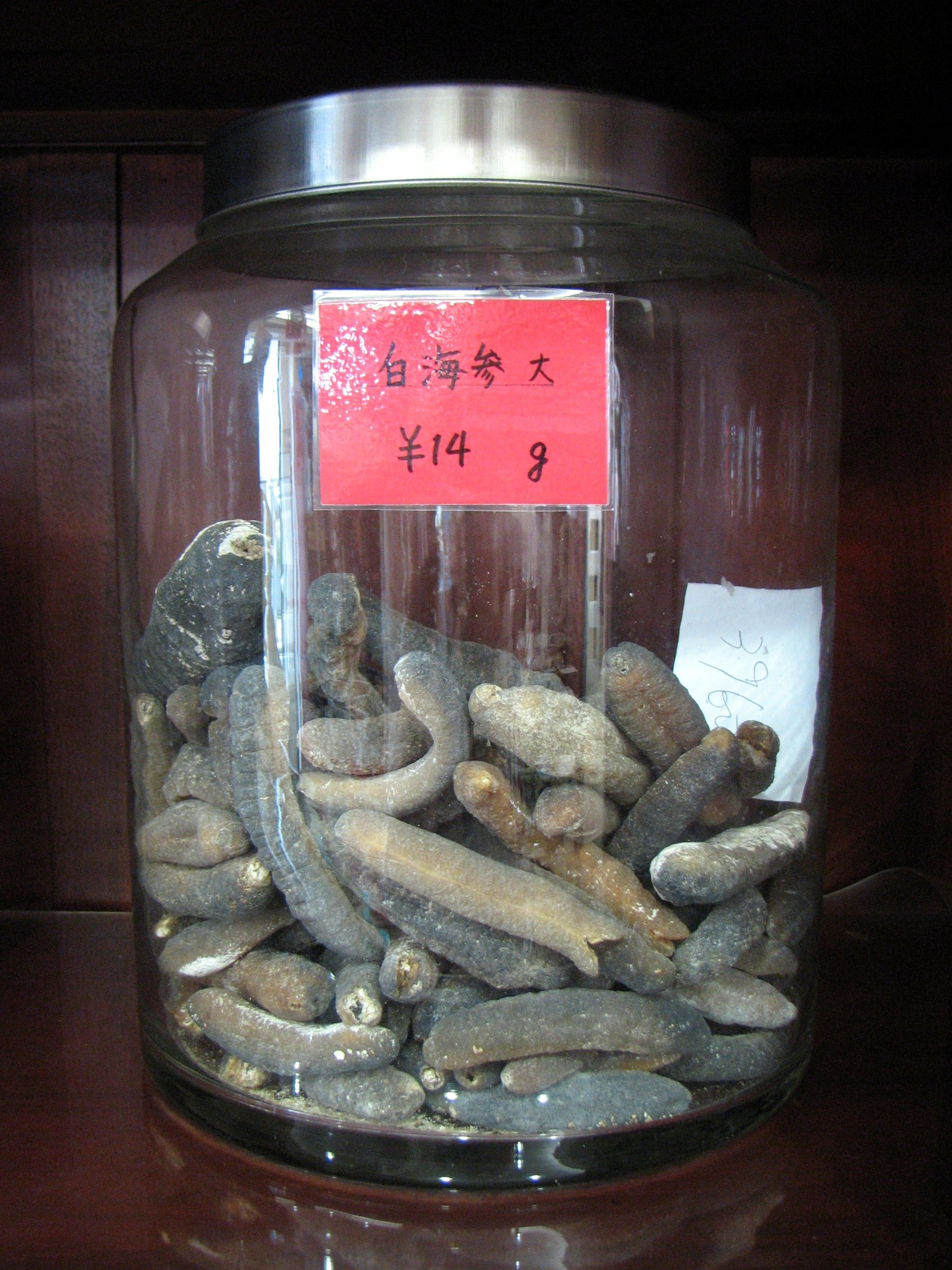
Tarro de pepinos de mar secos y destripados en una tienda de medicina tradicional china en Yokohama (Japón).

El abastecimiento de trepang de los mercados del sur de China por parte de los marineros de Macasar y los aborígenes la Tierra de Arnhem es el primer ejemplo registrado de comercio entre los habitantes australianos y sus vecinos asiáticos.
El mercado asiático de pepino de mar se estima en unos 60 millones de dólares. La variante seca supone el 95% del total vendido anualmente en China, Hong Kong, Singapur, Taiwán, Malasia, Corea y Japón.